# Watterson Park (Kentucky)
Watterson Park es una ciudad ubicada en el condado de Jefferson en el estado estadounidense de Kentucky. En el Censo de 2010 tenía una población de 976 habitantes y una densidad poblacional de 262,97 personas por km².

## Geografía
Watterson Park se encuentra ubicada en las coordenadas 38°11′43″N 85°40′56″O / 38.19528, -85.68222. Según la Oficina del Censo de los Estados Unidos, Watterson Park tiene una superficie total de 3.71 km², de la cual 3.7 km² corresponden a tierra firme y (0.21%) 0.01 km² es agua.

## Demografía
Según el censo de 2010, había 976 personas residiendo en Watterson Park. La densidad de población era de 262,97 hab./km². De los 976 habitantes, Watterson Park estaba compuesto por el 63.11% blancos, el 21.21% eran afroamericanos, el 0.1% eran amerindios, el 0.61% eran asiáticos, el 0.1% eran isleños del Pacífico, el 12.3% eran de otras razas y el 2.56% pertenecían a dos o más razas. Del total de la población el 19.47% eran hispanos o latinos de cualquier raza.